# EFエデュケーション・イージーポスト
EFエデュケーション・イージーポスト（EF Education-EasyPost）は、アメリカ合衆国に籍を置く、自転車競技、ロードレースチーム。UCIワールドチームの一つである。

## 概要
かつてはデイヴィッド・ミラーなどを擁し、タイムトライアルに強さを発揮するチームだったが、2016年度以降はさまざまなタイプの選手をそろえ、総合系のアンドリュー・タランスキー、リゴベルト・ウラン、山岳系のピエール・ロラン、トラック競技/ロンドン五輪金メダリストのラーセ・ノーマン・ハンセンなど、どのようなシチュエーションにも対応できる総合系のチームに変貌を遂げている。
過去に在籍した著名な選手にはクリスティアン・ヴァンデヴェルデ、ダニエル・マーティン、ライダー・ヘシェダルなどがいる。また、過去にはブラッドリー・ウィギンスも在籍している。
ドーピングに対して非常に厳しいチームとして有名。一方で、デイヴィッド・ミラーやトーマス・デッケルのように、過去にドーピングなどで当時の所属チームを解雇された選手と積極的に契約し、復帰を手助けしている。

## 歴史
- 2003年 - 5280/スバル（5280/Subaru）という名称で創立。
- 2004年から2006年 - TIAA・クレフ（TIAA-CREF）の名称で活動。
- 2007年 - チーム・スリップストリーム・パワード・バイ・チポートレ（Team Slipstream powered by Chipotle）に改称[4]。その後、2008年7月より、GPS機器メーカーのガーミンがメインスポンサーとなり、ガーミン - チポートレ・プレゼンティド・バイ・H30（Garmin-Chipotle Presented by H3O）に改称する。
- 2009年 - ガーミン・スリップストリーム（Garmin-Slipstream）に改称。同年、UCIプロチーム入りを果たす。
- 2010年 - ガーミン・トランジションズ（Garmin-Transitions）に改称[5]。
- 2011年 - 自転車メーカー・サーヴェロのスポンサードを受け、ガーミン・サーヴェロに改称。これを受けて、チームの使用する自転車もフェルトからサーヴェロに変更となる。
- 2012年 - セカンドスポンサーが、アメリカの通信会社・バラクーダ・ネットワークに変わったため、ガーミン・バラクーダに名称変更。サーヴェロはチームサプライヤーとしてスポンサーを継続[6]。6月25日、チームの共同スポンサーにシャープ米法人が加わることを発表[7]、これに伴いチーム名はガーミン・シャープとなる。
- 2014年 - 8月21日、イタリアに拠点を置くUCIプロチームのキャノンデール・プロサイクリングと2015年シーズンより合併することを発表。メインスポンサーはキャノンデール・プロサイクリングのメインスポンサーである米国の自転車メーカー・キャノンデール。これに伴い、使用する自転車もサーヴェロからキャノンデールとなる。メンバーはほとんどが旧ガーミン・シャープのメンバーで構成され、旧キャノンデール・プロサイクリングからのメンバーはほとんどいない。
- 2015年 - メインスポンサーであったガーミンが2015年シーズンのメインスポンサーからの撤退を発表し、サブスポンサーとなる。また、シャープは業績不振のためにスポンサーからの撤退を発表。これにより、チーム名はチーム・キャノンデール・ガーミン（TCG）となる。8月、ガーミン時代から長年在籍していた主要選手2名の移籍を発表され、ダニエル・マーティンはエティックス・クイックステップへ、ライダー・ヘシェダルは、トレック・セガフレードへ移籍。また、2016年シーズンよりチーム・ヨーロッパカーからピエール・ロランが加入することが発表される。
- 2016年 - ガーミンのスポンサー撤退によりチーム名がキャノンデール・プロサイクリング・チームとなるが、同年6月にオーストラリアの不動産投資会社ドラパック・キャピタル・パートナーズがキャノンデールとともに共同タイトルスポンサーとなることを発表。チーム名がキャノンデール・ドラパック・プロサイクリング・チーム（CDT）に変更される。
- 2017年 - アジア・オセアニアを中心に活動するUCIプロコンチネンタルチーム「ドラパック・プロフェッショナル・サイクリング」と合併し、UCIワールドチームの「キャノンデール・ドラパック・プロサイクリング・チーム」とUCIコンチネンタルチームの「ドラパック・パッツベグ」に再編された。しかし8月末になりキャノンデールの出資縮小と2018年以降契約予定だったスポンサーが突如契約を破棄したことからチーム存続の危機に直面したが[8]、9月になり新スポンサーがEFエデュケーションファーストに決定。2018年からのチーム名は『チームEFエデュケーションファースト・ドラパック・p/bキャノンデール』（Team EF Education First–Drapac p/b Cannondale）となる[9][10][11]。
- 2019年 - ドラパック及びキャノンデールがチームスポンサーから撤退（キャノンデールのチームへの機材提供は従来通り継続）したことにより、チーム名が「EFエデュケーションファースト・プロサイクリング」となった。
- 2021年 - 日本の道路会社NIPPOがスポンサーに加わり、チーム名は「EFエデュケーション・NIPPO」となった。
- 2022年 - アメリカの配送用APIディベロッパーEasyPostがタイトルスポンサーとなり、チーム名は「EFエデュケーション・イージーポスト」となった。

## 主な実績

### 2007年
- ツアー・オブ・ミズーリ　チーム総合優勝

### 2008年
- ジロ・デ・イタリア　区間優勝　チームタイムトライアル（第1ステージ）
- ツール・ド・フランス　総合4位　クリスティアン・ヴァンデヴェルデ
- ツアー・オブ・カリフォルニア　チーム総合優勝
- ツアー・オブ・ミズーリ　総合優勝　クリスティアン・ヴァンデヴェルデ
- ルート・デュ・スュド　総合優勝　ダニエル・マーティン
- デルタ・ツアー・ゼーラント　総合優勝　クリストファー・サットン
- ツアー・オブ・バハマ　総合優勝　タイラー・ファーラー
- アイルランド選手権　優勝　ダニエル・マーティン（個人ロードレース）
- ニュージーランド選手権　優勝　ジュリアン・ディーン（個人ロードレース）
- アメリカ合衆国選手権　優勝　デヴィッド・ザブリスキー（ITT）

### 2009年
- ブエルタ・ア・エスパーニャ　区間優勝　タイラー・ファーラー（第11、12）、デヴィッド・ミラー（第20=ITT）
- ツール・ド・フランス　総合4位　ブラッドリー・ウィギンス、総合8位　クリスティアン・ヴァンデヴェルデ
- パリ〜ニース　区間優勝　クリスティアン・ヴァンデヴェルデ
- ティレーノ〜アドリアティコ　区間優勝　タイラー・ファーラー（第3）
- エネコ・ツアー　区間優勝　タイラー・ファーラー（第1、2、4）
- ヴァッテンフォール・サイクラシックス　優勝　タイラー・ファーラー
- ツアー・オブ・ミズーリ　総合優勝　デヴィッド・ザブリスキー
- デルタ・ツアー・ゼーラント　総合優勝　タイラー・ファーラー
- シルキュイ・フランコ＝ベルジュ　総合優勝　タイラー・ファーラー
- ヘラルド・サンツアー　総合優勝　ブラッドリー・ウィギンス
- カナダ選手権　優勝　スヴェイン・タフト（ITT）
- アメリカ合衆国選手権　優勝　デヴィッド・ザブリスキー（ITT）
- イギリス選手権　優勝　ブラッドリー・ウィギンス（ITT）

### 2010年
- ジロ・デ・イタリア　区間優勝 タイラー・ファーラー（第2、10）
- ツール・ド・フランス　総合7位　ライダー・ヘシェダル
- ツール・ド・ポローニュ　総合優勝　ダニエル・マーティン（第5ステージ優勝）
- ヴァッテンフォール・サイクラシックス　優勝 タイラー・ファーラー
- エネコ・ツアー　区間優勝　スヴェイン・タフト（プロローグ）、ジャック・ボブリッジ（第5）
- デ・パンネ3日間　総合優勝　デヴィッド・ミラー
- スヘルデプライス　優勝　タイラー・ファーラー
- ブエルタ・ア・エスパーニャ　区間優勝　タイラー・ファーラー（第5、21）
- トレ・ヴァッリ・ヴァレジーネ　優勝　ダニエル・マーティン
- ジャパンカップサイクルロードレース　優勝　ダニエル・マーティン
- オーストラリア選手権　優勝　トラヴィス・マイヤー（ロード）、キャメロン・マイヤー（個人タイムトライアル）
- デルタ・ツアー・ゼーラント　総合優勝　タイラー・ファーラー

### 2011年
- オーストラリア選手権　優勝　キャメロン・マイヤー（個人タイムトライアル）
- ツアー・ダウンアンダー　総合優勝　キャメロン・マイヤー（第4ステージ優勝）
- ツール・ド・フランス
  - 区間優勝 チームタイムトライアル（第2）、タイラー・ファーラー（第3）、トル・フースホフト（第13、第16）
  - 個人総合9位 トム・ダニエルソン
  - チーム総合時間賞

### 2017年
- ツアー・オブ・カリフォルニア　区間優勝　アンドリュー・タランスキー（第5ステージ）
- ジロ・デ・イタリア　区間優勝　ピエール・ロラン（第17ステージ）
- アイルランド選手権　優勝　ライアン・マレン（ロードレース、個人タイムトライアル）
- ツール・ド・フランス 区間優勝　リゴベルト・ウラン（第9ステージ）

### 2018年
- ブエルタ・ア・エスパーニャ　区間優勝　サイモン・クラーク（第5ステージ）、マイケル・ウッズ（第17ステージ）

### 2019年
- コロンビア選手権　優勝　ダニエルフェリペ・マルティネス（個人タイムトライアル）
- パリ〜ニース　区間優勝　ダニエルフェリペ・マルティネス（第7ステージ）
- ロンド・ファン・フラーンデレン　優勝　アルベルト・ベッティオール
- ツール・ド・スイス　区間優勝　ヒュー・カーシー（英語版）（第9ステージ）
- ブルターニュ・クラシック・ウエスト＝フランス　優勝　セプ・ファンマルク
- ブエルタ・ア・エスパーニャ　区間優勝　セルジオ・イギータ（第18ステージ）

### 2020年
- クリテリウム・デュ・ドフィネ　 総合優勝　ダニエル・フェリペ・マルティネス
- ティレーノ〜アドリアティコ　区間優勝　マイケル・ウッズ（第3ステージ）、ダニエル・フェリペ・マルティネス（第13ステージ）
- ジロ・デ・イタリア　
  -  山岳賞 ルーベン・ゲレイロ（英語版）（第9ステージ優勝）
  - 区間優勝　ホナタン・カイセド（第3ステージ）
- ブエルタ・ア・エスパーニャ
  - 総合3位　ヒュー・カーシー（英語版）（第12ステージ優勝）
  - 区間優勝　マイケル・ウッズ（第7ステージ）、マグナス・コルト・ニールセン（第16ステージ）

### 2021年
- パリ〜ニース 区間優勝 シュテファン・ビッセガー（英語版）（第3ステージ・個人タイムトライアル）、マグナス・コルト・ニールセン（第8ステージ）
- ジロ・デ・イタリア 区間優勝 アルベルト・ベッティオル（第18ステージ）
- ツール・ド・スイス 区間優勝 シュテファン・ビッセガー（英語版）（第4ステージ）、リゴベルト・ウラン（第7ステージ・個人タイムトライアル）
- クラシカ・サンセバスティアン 優勝 ニールソン・ポーレス（英語版）
- ツール・ド・ポローニュ 区間優勝 ユリウス・ファンデンベルヒ（英語版）（第7ステージ）
- ブエルタ・ア・エスパーニャ  総合敢闘賞 マグナス・コルト・ニールセン（第6,12,19ステージ優勝）
- ベネルクス・ツアー 区間優勝 シュテファン・ビッセガー（英語版）（第2ステージ・個人タイムトライアル）

## 2022年陣容
2022年6月24日更新
| 選手名                         | 国籍             | 生年月日               | 前年所属チーム                                 |
| ------------------------------ | ---------------- | ---------------------- | ---------------------------------------------- |
| ダニエル・アロヤベ             | コロンビア       | 2000年6月19日（24歳）  |                                                |
| アルベルト・ベッティオル       | イタリア         | 1993年10月29日（31歳） |                                                |
| ステファン・ビッセガー         | スイス           | 1998年9月13日（26歳）  |                                                |
| ホナタン・カイセド             | エクアドル       | 1993年4月28日（31歳）  |                                                |
| ディエゴアンドレス・カマルゴ   | コロンビア       | 1998年5月3日（26歳）   |                                                |
| サイモン・カー                 | イギリス         | 1993年4月28日（31歳）  |                                                |
| ヒュー・カーシー               | イギリス         | 1994年7月9日（30歳）   |                                                |
| エステバン・チャベス           | コロンビア       | 1990年1月17日（35歳）  | チーム・バイクエクスチェンジ                   |
| マグナス・コルト・ニールセン   | デンマーク       | 1993年1月16日（32歳）  |                                                |
| オウェイン・ドゥール           | イギリス         | 1993年5月2日（31歳）   | イネオス・グレナディアス                       |
| オッドクリスティアン・エイキン | ノルウェー       | 1994年12月28日（30歳） | アンテルマルシェ・ワンティ・ゴベール・マテリオ |
| ルーベン・ゲレイロ             | ポルトガル       | 1994年7月6日（30歳）   |                                                |
| ベン・ヒーリー                 | アイルランド     | 2000年9月11日（24歳）  | Trinity Racing                                 |
| アレックス・ハウズ             | アメリカ合衆国   | 1988年1月1日（37歳）   |                                                |
| イェンス・クークレール         | ベルギー         | 1988年11月23日（36歳） |                                                |
| メルハウィ・クドゥス           | エリトリア       | 1994年1月23日（31歳）  | アスタナ・プレミアテック                       |
| セバスティアン・ラングフェルド | オランダ         | 1985年1月17日（40歳）  |                                                |
| ラクラン・モートン             | オーストラリア   | 1992年1月2日（33歳）   |                                                |
| 中根英登                       | 日本             | 1990年5月2日（34歳）   |                                                |
| マルク・パドゥン               | ウクライナ       | 1996年7月6日（28歳）   | バーレーン・ヴィクトリアス                     |
| ニールソン・ポーレス           | アメリカ合衆国   | 1996年9月3日（28歳）   |                                                |
| ショーン・クイン               | アメリカ合衆国   | 2000年5月10日（24歳）  | Hagens Berman Axeon                            |
| ヨナス・ルッチ                 | ドイツ           | 1998年1月24日（27歳）  |                                                |
| トム・スクーリー               | ニュージーランド | 1990年1月14日（35歳）  |                                                |
| ジェイムズ・ショー             | イギリス         | 1996年6月13日（28歳）  | Ribble Weldtite                                |
| ゲオルク・シュタインハウザー   | ドイツ           | 2001年10月21日（23歳） | Tirol KTM Cycling Team                         |
| リゴベルト・ウラン             | コロンビア       | 1987年1月26日（38歳）  |                                                |
| ミカエル・ヴァルグレン         | デンマーク       | 1992年2月7日（33歳）   |                                                |
| ユリウス・ファンデンベルヒ     | オランダ         | 1996年10月23日（28歳） |                                                |
| マレィン・ファンデンベルヒ     | オランダ         | 1996年10月23日（28歳） | Groupama–FDJ Continental Team                  |
| ウーカシュ・ヴィシニオウスキ   | ポーランド       | 1991年12月7日（33歳）  | チーム・クベカ・ネクストハッシュ               |

## 歴代陣容
| 2011年陣容                       | 2011年陣容       | 2011年陣容     | 2011年陣容                     | 2011年陣容            |
| 選手名                           | 国籍             | 生年月日       | 前年所属チーム                 | 翌年所属チーム        |
| -------------------------------- | ---------------- | -------------- | ------------------------------ | --------------------- |
| ジャック・ボブリッジ             | オーストラリア   | 1989年7月13日  |                                | グリーンエッジ        |
| トム・ダニエルソン               | アメリカ合衆国   | 1978年3月13日  |                                |                       |
| ジュリアン・ディーン             | ニュージーランド | 1975年1月28日  |                                | グリーンエッジ        |
| タイラー・ファーラー             | アメリカ合衆国   | 1984年6月2日   |                                |                       |
| ムリロ・フィスシャー             | ブラジル         | 1979年6月16日  |                                |                       |
| ロジャー・ハモンド               | イギリス         | 1974年1月30日  | サーヴェロ・テストチーム       | 引退                  |
| ハインリッヒ・ハウッスラー       | オーストラリア   | 1984年2月25日  | サーヴェロ・テストチーム       |                       |
| ライダー・ヘシェダル             | カナダ           | 1980年12月9日  |                                |                       |
| トル・フースホフト               | ノルウェー       | 1978年1月18日  | サーヴェロ・テストチーム       | BMC・レーシングチーム |
| アンドレアス・クリール           | ドイツ           | 1976年1月15日  | サーヴェロ・テストチーム       |                       |
| マイケル・クレーデル             | オランダ         | 1987年8月15日  |                                |                       |
| ブレット・ランカスター           | オーストラリア   | 1979年11月15日 | サーヴェロ・テストチーム       | グリーンエッジ        |
| クリストフ・ル・メヴェル         | フランス         | 1980年9月11日  | FDJ                            |                       |
| ダニエル・ロイド                 | イギリス         | 1980年8月11日  | サーヴェロ・テストチーム       |                       |
| マールタイン・マースカント       | オランダ         | 1983年7月27日  |                                |                       |
| ダニエル・マーティン             | アイルランド     | 1986年8月20日  |                                |                       |
| トラヴィス・メイヤー             | オーストラリア   | 1989年6月8日   |                                | グリーンエッジ        |
| キャメロン・メイヤー             | オーストラリア   | 1988年1月11日  |                                | グリーンエッジ        |
| デヴィッド・ミラー               | イギリス         | 1977年1月4日   |                                |                       |
| ラムナス・ナヴァルダウスカス     | リトアニア       | 1988年1月30日  | VC・ラ・ポム                   |                       |
| トーマス・ピーターソン           | アメリカ合衆国   | 1986年12月24日 |                                |                       |
| ガブリエル・ラッシュ             | ノルウェー       | 1976年4月8日   | サーヴェロ・テストチーム       | FDJ                   |
| ピーター・ステティナ             | アメリカ合衆国   | 1987年8月8日   |                                |                       |
| アンドリュー・タランスキー       | アメリカ合衆国   | 1988年11月23日 |                                |                       |
| クリスティアン・ヴァンデヴェルデ | アメリカ合衆国   | 1976年5月22日  |                                |                       |
| セプ・ファンマルク               | ベルギー         | 1988年7月28日  | トップスポート・フラーンデレン |                       |
| ヨハン・ヴァンスーメレン         | ベルギー         | 1981年2月4日   |                                |                       |
| マシュー・ウィルソン             | イギリス         | 1978年7月26日  |                                | グリーンエッジ        |
| デヴィッド・ザブリスキー         | アメリカ合衆国   | 1979年1月12日  |                                |                       |

| 2012年陣容                       | 2012年陣容       | 2012年陣容     | 2012年陣容                             |
| 選手名                           | 国籍             | 生年月日       | 前年所属チーム                         |
| -------------------------------- | ---------------- | -------------- | -------------------------------------- |
| ジャック・バウアー               | ニュージーランド | 1989年4月7日   | エンデュラ・レーシング                 |
| トム・ダニエルソン               | アメリカ合衆国   | 1978年3月13日  |                                        |
| トーマス・デッケル               | オランダ         | 1984年9月6日   | チポートレ・ディヴェロップメントチーム |
| タイラー・ファーラー             | アメリカ合衆国   | 1984年6月2日   |                                        |
| コルド・フェルナンデス           | スペイン         | 1980年8月11日  | エウスカルテル・エウスカディ           |
| ムリロ・フィスシャー             | ブラジル         | 1979年6月16日  |                                        |
| ネイサン・ハース                 | オーストラリア   | 1989年3月12日  | ジェネシス・ウェルス・アドヴァイザーズ |
| ハインリヒ・ハウスラー           | ドイツ           | 1984年2月25日  |                                        |
| ライダー・ヘシェダル             | カナダ           | 1980年12月9日  |                                        |
| アレックス・ハウズ               | アメリカ合衆国   | 1988年1月1日   | チポートレ・ディヴェロップメントチーム |
| ロバート・ハンター               | 南アフリカ共和国 | 1977年4月22日  | チーム・レディオシャック               |
| アンドレアス・クリール           | ドイツ           | 1976年1月15日  |                                        |
| ミシェル・クレーダー             | オランダ         | 1987年8月15日  |                                        |
| レイモン・クレーダー             | オランダ         | 1989年11月26日 | チポートレ・ディヴェロップメントチーム |
| クリストフ・ル・メヴェル         | フランス         | 1980年9月11日  |                                        |
| マルテイン・マースカント         | オランダ         | 1983年7月27日  |                                        |
| ダニエル・マーティン             | アイルランド     | 1986年8月20日  |                                        |
| デヴィッド・ミラー               | イギリス         | 1977年1月4日   |                                        |
| ラムナス・ナヴァルダウスカス     | リトアニア       | 1988年1月30日  |                                        |
| トーマス・ピーターソン           | アメリカ合衆国   | 1986年12月24日 |                                        |
| ヤコブ・ラセ                     | アメリカ合衆国   | 1991年3月13日  | チポートレ・ディヴェロップメントチーム |
| セバスティアン・ロスレル         | ベルギー         | 1981年7月15日  | チーム・レディオシャック               |
| ピーター・スティーティナ         | アメリカ合衆国   | 1987年8月8日   |                                        |
| アンドリュー・タランスキー       | アメリカ合衆国   | 1988年11月23日 |                                        |
| クリスティアン・ヴァンデヴェルデ | アメリカ合衆国   | 1976年5月22日  |                                        |
| セプ・ファンマルク               | ベルギー         | 1988年7月28日  |                                        |
| ヨハン・ファンスュメレン         | ベルギー         | 1981年2月4日   |                                        |
| ファビアン・ヴェークマン         | ドイツ           | 1980年6月20日  | レオパルド・トレック                   |
| デヴィッド・ザブリスキー         | アメリカ合衆国   | 1979年1月12日  |                                        |

| 2014年陣容                     | 2014年陣容       | 2014年陣容     | 2014年陣容     |
| 選手名                         | 国籍             | 生年月日       | 前年所属チーム |
| ------------------------------ | ---------------- | -------------- | -------------- |
| ハビエル・アセベド             | コロンビア       | 1985年12月6日  |                |
| ジャック・バウアー             | ニュージーランド | 1989年4月7日   |                |
| アンドレ・カルドソ             | ポルトガル       | 1984年9月3日   |                |
| トム・ダニエルソン             | アメリカ合衆国   | 1978年3月13日  |                |
| トーマス・デッケル             | オランダ         | 1984年9月6日   |                |
| Caleb Fairly(英語版)           | アメリカ合衆国   | 1987年2月19日  |                |
| タイラー・ファーラー           | アメリカ合衆国   | 1984年6月2日   |                |
| コルド・フェルナンデス         | スペイン         | 1980年8月11日  |                |
| フィル・ガイモン               | アメリカ合衆国   |                |                |
| ネイサン・ブラウン             | アメリカ合衆国   | 1991年7月7日   |                |
| ネイサン・ハース               | オーストラリア   | 1989年3月12日  |                |
| ラーセ・ノーマン・ハンセン     | デンマーク       |                |                |
| ライダー・ヘシェダル           | カナダ           | 1980年12月9日  |                |
| アレックス・ハウズ             | アメリカ合衆国   | 1988年1月1日   |                |
| ベン・キング                   | アメリカ合衆国   |                |                |
| トム＝イェルト・スラフテル     | オランダ         |                |                |
| レイモン・クレーダー           | オランダ         | 1989年11月26日 |                |
| セバスティアン・ランゲヴェルト | オランダ         |                |                |
| Gavin Mannion(仏語版)          | アメリカ合衆国   |                |                |
| ダニエル・マーティン           | アイルランド     | 1986年8月20日  |                |
| デヴィッド・ミラー             | イギリス         | 1977年1月4日   |                |
| Lachlan Morton(英語版)         | オーストラリア   |                |                |
| ラムナス・ナヴァルダウスカス   | リトアニア       | 1988年1月30日  |                |
| ニック・ニュイエンス           | ベルギー         | 1980年5月5日   |                |
| アンドリュー・タランスキー     | アメリカ合衆国   | 1988年11月23日 |                |
| Dylan van Baarle(英語版)       | オランダ         |                |                |
| ヨハン・ファンスュメレン       | ベルギー         | 1981年2月4日   |                |
| スティール・ヴォン・ホフ       | オーストラリア   | 1987年12月31日 |                |
| ファビアン・ヴェークマン       | ドイツ           | 1980年6月20日  |                |

| 2016年陣容                     | 2016年陣容       | 2016年陣容             | 2016年陣容                                  | 2016年陣容                          |
| 選手名                         | 国籍             | 生年月日               | 前年所属チーム                              | 翌年所属チーム                      |
| ------------------------------ | ---------------- | ---------------------- | ------------------------------------------- | ----------------------------------- |
| ジャック・バウアー             | ニュージーランド | 1989年4月7日（35歳）   |                                             | エティックス・クイックステップ      |
| アルベルト・ベッティオール     | イタリア         | 1993年10月29日（31歳） |                                             |                                     |
| パトリック・ベヴィン           | ニュージーランド | 1991年5月2日（33歳）   | アヴァンティ レーシングチーム               |                                     |
| マティ・ブレシェル             | デンマーク       | 1984年8月31日（40歳）  | ティンコフ・サクソ                          | アスタナ・プロチーム                |
| ネイサン・ブラウン             | アメリカ合衆国   | 1991年7月7日（33歳）   |                                             |                                     |
| アンドレ・カルドソ             | ポルトガル       | 1984年9月3日（40歳）   |                                             | トレック・セガフレード              |
| サイモン・クラーク             | オーストラリア   | 1986年7月18日（38歳）  | オリカ・グリーンエッジ                      |                                     |
| ローソン・クラドック           | アメリカ合衆国   | 1992年2月20日（33歳）  | チーム・ジャイアント＝アルペシン            |                                     |
| ジョー・ドンブロウスキー       | アメリカ合衆国   | 1991年5月12日（33歳）  |                                             |                                     |
| ダヴィデ・フォルモロ           | イタリア         | 1992年10月25日（32歳） |                                             |                                     |
| フィル・ゲイモン               | アメリカ合衆国   | 1986年1月28日（39歳）  | オプタムp/bケリーベネフィットストラテジーズ | 引退                                |
| アレックス・ハウズ             | アメリカ合衆国   | 1988年1月1日（37歳）   |                                             |                                     |
| ベンジャミン・キング           | アメリカ合衆国   | 1989年3月22日（35歳）  |                                             | チーム・ディメンションデータ        |
| クリスティアン・コレン         | スロベニア       | 1986年11月25日（38歳） |                                             |                                     |
| セバスティアン・ランゲヴェルト | オランダ         | 1985年1月17日（40歳）  |                                             |                                     |
| アラン・マランゴーニ           | イタリア         | 1984年7月16日（40歳）  |                                             | NIPPO・ヴィーニファンティーニ       |
| モレーノ・モゼール             | イタリア         | 1990年12月25日（34歳） |                                             | アスタナ・プロチーム                |
| ライアン・マレン               | アイルランド     | 1994年8月7日（30歳）   | アンポスト・チェーンリアクション            |                                     |
| ラムーナス・ナヴァルダウスカス | リトアニア       | 1988年1月30日（37歳）  |                                             | バーレーン・メリダ                  |
| ピエール・ロラン               | フランス         | 1986年10月10日（38歳） | チーム・ヨーロッパカー                      |                                     |
| クリストファー・シェルピング   | ノルウェー       | 1993年5月4日（31歳）   |                                             | ヨーケル・イコパル                  |
| トムス・スクインス             | ラトビア         | 1991年6月15日（33歳）  | ヒンカピー レーシングチーム                 |                                     |
| トム＝イェルト・スラフテル     | オランダ         | 1989年7月1日（35歳）   |                                             |                                     |
| アンドリュー・タランスキー     | アメリカ合衆国   | 1988年11月23日（36歳） |                                             |                                     |
| リゴベルト・ウラン             | コロンビア       | 1987年1月26日（38歳）  | エティックス・クイックステップ              |                                     |
| ディラン・ファンバーレ         | オランダ         | 1992年5月21日（32歳）  |                                             |                                     |
| ダヴィデ・ヴィッレッラ         | イタリア         | 1991年6月27日（33歳）  |                                             |                                     |
| ワウテル・ウィッペルト         | オランダ         | 1990年8月14日（34歳）  | ドラパック プロフェッショナルサイクリング   |                                     |
| マイケル・ウッズ               | カナダ           | 1986年10月12日（38歳） | オプタムp/bケリーベネフィットストラテジーズ |                                     |
| ルーベン・ツェブントケ         | ドイツ           | 1993年1月29日（32歳）  |                                             | デヴェロップメントチーム サンウェブ |

| 2017年陣容                     | 2017年陣容       | 2017年陣容             | 2017年陣容                                  | 2017年陣容                             |
| 選手名                         | 国籍             | 生年月日               | 前年所属チーム                              | 翌年所属チーム                         |
| ------------------------------ | ---------------- | ---------------------- | ------------------------------------------- | -------------------------------------- |
| アルベルト・ベッティオール     | イタリア         | 1993年10月29日（31歳） |                                             | BMC・レーシングチーム                  |
| パトリック・ベヴィン           | ニュージーランド | 1991年5月2日（33歳）   |                                             | BMC・レーシングチーム                  |
| ネイサン・ブラウン             | アメリカ合衆国   | 1991年7月7日（33歳）   |                                             |                                        |
| ブレンダン・キャンティ         | オーストラリア   | 1992年1月17日（33歳）  | ドラパック・プロフェッショナルサイクリング  |                                        |
| ヒュー・カーシー               | イギリス         | 1994年7月9日（30歳）   | カハ・ルラル＝セグロス RGA                  |                                        |
| ウィリアム・クラーク           | オーストラリア   | 1985年4月1日（39歳）   | ドラパック・プロフェッショナルサイクリング  |                                        |
| サイモン・クラーク             | オーストラリア   | 1986年7月18日（38歳）  |                                             |                                        |
| ローソン・クラドック           | アメリカ合衆国   | 1992年2月20日（33歳）  |                                             |                                        |
| ジョー・ドンブロウスキー       | アメリカ合衆国   | 1991年5月12日（33歳）  |                                             |                                        |
| ダヴィデ・フォルモロ           | イタリア         | 1992年10月25日（32歳） |                                             | ボーラ・ハンスグローエ                 |
| アレックス・ハウズ             | アメリカ合衆国   | 1988年1月1日（37歳）   |                                             |                                        |
| クリスティアン・コレン         | スロベニア       | 1986年11月25日（38歳） |                                             | バーレーン・メリダ                     |
| セバスティアン・ランゲヴェルト | オランダ         | 1985年1月17日（40歳）  |                                             |                                        |
| ライアン・マレン               | アイルランド     | 1994年8月7日（30歳）   |                                             | トレック・セガフレード                 |
| テイラー・フィニー             | アメリカ合衆国   | 1990年6月27日（34歳）  | BMC・レーシングチーム                       |                                        |
| ピエール・ロラン               | フランス         | 1986年10月10日（38歳） |                                             |                                        |
| トム・スキャリー               | ニュージーランド | 1990年6月27日（34歳）  | ドラパック・プロフェッショナルサイクリング  |                                        |
| トムス・スクインス             | ラトビア         | 1991年6月15日（33歳）  |                                             | トレック・セガフレード                 |
| トム＝イェルト・スラフテル     | オランダ         | 1989年7月1日（35歳）   |                                             | チーム・ディメンションデータ           |
| アンドリュー・タランスキー     | アメリカ合衆国   | 1988年11月23日（36歳） |                                             | 引退                                   |
| リゴベルト・ウラン             | コロンビア       | 1987年1月26日（38歳）  |                                             |                                        |
| ディラン・ファンバーレ         | オランダ         | 1992年5月21日（32歳）  |                                             | チームスカイ                           |
| トム・ヴァンアスブロック       | ベルギー         | 1990年4月19日（34歳）  | チーム・ロットNL・ユンボ                    |                                        |
| セプ・ファンマルク             | ベルギー         | 1988年7月28日（36歳）  | チーム・ロットNL・ユンボ                    |                                        |
| ダヴィデ・ヴィッレッラ         | イタリア         | 1991年6月27日（33歳）  |                                             | アスタナ・プロチーム                   |
| ワウテル・ウィッペルト         | オランダ         | 1990年8月14日（34歳）  |                                             | ルームポット・ネーデルランセローテライ |
| マイケル・ウッズ               | カナダ           | 1986年10月12日（38歳） |                                             |                                        |
| ワウテル・ウィッペルト         | オランダ         | 1990年8月14日（34歳）  | ドラパック プロフェッショナルサイクリング   |                                        |
| マイケル・ウッズ               | カナダ           | 1986年10月12日（38歳） | オプタムp/bケリーベネフィットストラテジーズ |                                        |
| ルーベン・ツェブントケ         | ドイツ           | 1993年1月29日（32歳）  |                                             |                                        |

| 2018年陣容                     | 2018年陣容       | 2018年陣容             | 2018年陣容                                   |
| 選手名                         | 国籍             | 生年月日               | 前年所属チーム                               |
| ------------------------------ | ---------------- | ---------------------- | -------------------------------------------- |
| マティ・ブレシェル             | デンマーク       | 1984年8月31日（40歳）  | アスタナ・プロチーム                         |
| ネイサン・ブラウン             | アメリカ合衆国   | 1991年7月7日（33歳）   |                                              |
| ブレンダン・キャンティ         | オーストラリア   | 1992年1月17日（33歳）  |                                              |
| ジュリアン・カルドナ           | コロンビア       | 1997年1月19日（28歳）  | メデリン・インデル                           |
| ヒュー・カーシー               | イギリス         | 1994年7月9日（30歳）   |                                              |
| ウィリアム・クラーク           | オーストラリア   | 1985年4月1日（39歳）   |                                              |
| サイモン・クラーク             | オーストラリア   | 1986年7月18日（38歳）  |                                              |
| ローソン・クラドック           | アメリカ合衆国   | 1992年2月20日（33歳）  |                                              |
| ミッチェル・ドッカー           | オーストラリア   | 1986年10月2日（38歳）  | オリカ・スコット                             |
| ジョー・ドンブロウスキー       | アメリカ合衆国   | 1991年5月12日（33歳）  |                                              |
| アレックス・ハウズ             | アメリカ合衆国   | 1988年1月1日（37歳）   |                                              |
| セバスティアン・ランゲヴェルト | オランダ         | 1985年1月17日（40歳）  |                                              |
| キム・マグヌソン               | スウェーデン     | 1992年8月31日（32歳）  | チーム トレベルグ・ポストノルド              |
| ダニエル・マルティネス         | コロンビア       | 1996年4月25日（28歳）  | ウィリエールトリエスティーナ・セッレイタリア |
| ダニエル・マクレー             | イギリス         | 1992年1月3日（33歳）   | フォルトゥネオ・オスカロ                     |
| サーシャ・モドロ               | イタリア         | 1987年6月19日（37歳）  | UAE チーム・エミレーツ                       |
| ダニエル・モレノ               | スペイン         | 1981年9月5日（43歳）   | モビスター・チーム                           |
| ローガン・オーウェン           | アメリカ合衆国   | 1995年3月25日（29歳）  | アクセオン・ヘーゲンズバーマン               |
| テイラー・フィニー             | アメリカ合衆国   | 1990年6月27日（34歳）  |                                              |
| ピエール・ロラン               | フランス         | 1986年10月10日（38歳） |                                              |
| トム・スキャリー               | ニュージーランド | 1990年6月27日（34歳）  |                                              |
| リゴベルト・ウラン             | コロンビア       | 1987年1月26日（38歳）  |                                              |
| トム・ヴァンアスブロック       | ベルギー         | 1990年4月19日（34歳）  |                                              |
| セプ・ファンマルク             | ベルギー         | 1988年7月28日（36歳）  |                                              |
| ワウテル・ウィッペルト         | オランダ         | 1990年8月14日（34歳）  |                                              |
| マイケル・ウッズ               | カナダ           | 1986年10月12日（38歳） |                                              |
| ルーベン・ツェブントケ         | ドイツ           | 1993年1月29日（32歳）  |                                              |

| 2019年陣容                          | 2019年陣容       | 2019年陣容             | 2019年陣容                                         |
| 選手名                              | 国籍             | 生年月日               | 前年所属チーム                                     |
| ----------------------------------- | ---------------- | ---------------------- | -------------------------------------------------- |
| ショーン・ベネット                  | アメリカ合衆国   | 1996年3月31日（28歳）  | Team CCB Foundation–Sicleri/Hagens Berman Axeon    |
| アルベルト・ベッティオル            | イタリア         | 1993年10月29日（31歳） | BMC・レーシング                                    |
| マティ・ブレシェル                  | デンマーク       | 1984年8月31日（40歳）  |                                                    |
| ネイサン・ブラウン (自転車競技選手) | アメリカ合衆国   | 1991年7月7日（33歳）   |                                                    |
| ホナタン・カイセド                  | エクアドル       | 1993年4月28日（31歳）  | Medellín                                           |
| ヒュー・カーシー                    | イギリス         | 1994年7月9日（30歳）   |                                                    |
| サイモン・クラーク                  | オーストラリア   | 1986年7月18日（38歳）  |                                                    |
| ローソン・クラドック                | アメリカ合衆国   | 1992年2月20日（33歳）  |                                                    |
| ミッチェル・ドッカー                | オーストラリア   | 1986年10月2日（38歳）  |                                                    |
| ジョー・ドンブロウスキー            | アメリカ合衆国   | 1991年5月12日（33歳）  |                                                    |
| セルジオ・イギータ                  | コロンビア       | 1997年8月1日（27歳）   |                                                    |
| モレノ・ホフラント                  | オランダ         | 1991年8月31日（33歳）  | ロット・ソウダル                                   |
| アレックス・ハウズ                  | アメリカ合衆国   | 1988年1月1日（37歳）   |                                                    |
| タネル・カンゲルト                  | エストニア       | 1987年3月11日（38歳）  | アスタナ・プロチーム                               |
| セバスティアン・ランゲヴェルト      | オランダ         | 1985年1月17日（40歳）  |                                                    |
| ダニエル・マルティネス              | コロンビア       | 1996年4月25日（28歳）  |                                                    |
| ダニエル・マクレー                  | イギリス         | 1992年1月3日（33歳）   |                                                    |
| サーシャ・モドロ                    | イタリア         | 1987年6月19日（37歳）  |                                                    |
| ラクラン・モートン                  | オーストラリア   | 1992年1月2日（33歳）   | チーム・ディメンションデータ                       |
| ローガン・オーウェン                | アメリカ合衆国   | 1995年3月25日（29歳）  |                                                    |
| テイラー・フィニー                  | アメリカ合衆国   | 1990年6月27日（34歳）  |                                                    |
| トーマス・スキャリー                | ニュージーランド | 1990年1月14日（35歳）  |                                                    |
| リゴベルト・ウラン                  | コロンビア       | 1987年1月26日（38歳）  |                                                    |
| ユリウス・ファンデンベルヒ          | オランダ         | 1996年10月23日（28歳） | SEG Racing                                         |
| ティジェイ・ヴァン・ガーデレン      | アメリカ合衆国   | 1988年8月12日（36歳）  | BMC・レーシング                                    |
| セプ・ファンマルク                  | ベルギー         | 1988年7月28日（36歳）  |                                                    |
| ルイス・ヴィラロボス                | メキシコ         | 1998年6月26日（26歳）  | Aevolo                                             |
| ジェイムズ・ウィーラン              | オーストラリア   | 1994年7月11日（30歳）  | Drapac–EF p/b Cannondale Holistic Development Team |
| マイケル・ウッズ                    | カナダ           | 1986年10月12日（38歳） |                                                    |

| 2020年陣容                       | 2020年陣容       | 2020年陣容             | 2020年陣容               |
| 選手名                           | 国籍             | 生年月日               | 前年所属チーム           |
| -------------------------------- | ---------------- | ---------------------- | ------------------------ |
| ショーン・ベネット               | アメリカ合衆国   | 1996年3月31日（28歳）  |                          |
| アルベルト・ベッティオル         | イタリア         | 1993年10月29日（31歳） |                          |
| ステファン・ビッセガー (8/1から) | スイス           | 1998年9月13日（26歳）  | Swiss Racing Academy     |
| ホナタン・カイセド               | エクアドル       | 1993年4月28日（31歳）  |                          |
| ヒュー・カーシー                 | イギリス         | 1994年7月9日（30歳）   |                          |
| サイモン・クラーク               | オーストラリア   | 1986年7月18日（38歳）  |                          |
| マグナス・コルト・ニールセン     | デンマーク       | 1993年1月16日（32歳）  | アスタナ・プロチーム     |
| ローソン・クラドック             | アメリカ合衆国   | 1992年2月20日（33歳）  |                          |
| ミッチェル・ドッカー             | オーストラリア   | 1986年10月2日（38歳）  |                          |
| ルーベン・ゲレイロ               | ポルトガル       | 1994年7月6日（30歳）   | カチューシャ・アルペシン |
| クリストファー・ハルヴォルセン   | ノルウェー       | 1996年4月13日（28歳）  | チーム・イネオス         |
| セルジオ・イギータ               | コロンビア       | 1997年8月1日（27歳）   |                          |
| モレノ・ホフラント               | オランダ         | 1991年8月31日（33歳）  |                          |
| アレックス・ハウズ               | アメリカ合衆国   | 1988年1月1日（37歳）   |                          |
| タネル・カンゲルト               | エストニア       | 1987年3月11日（38歳）  |                          |
| イェンス・クークレール           | ベルギー         | 1988年11月23日（36歳） | ロット・ソウダル         |
| セバスティアン・ラングフェルド   | オランダ         | 1985年1月17日（40歳）  |                          |
| ダニエル・マルティネス           | コロンビア       | 1996年4月25日（28歳）  |                          |
| ラクラン・モートン               | オーストラリア   | 1992年1月2日（33歳）   |                          |
| ローガン・オーウェン             | アメリカ合衆国   | 1995年3月25日（29歳）  |                          |
| ニールソン・ポーレス             | アメリカ合衆国   | 1996年9月3日（28歳）   | チーム・ユンボ・ヴィスマ |
| ヨナス・ルッチ                   | ドイツ           | 1998年1月24日（27歳）  | Lotto–Kern Haus          |
| トム・スクーリー                 | ニュージーランド | 1990年1月14日（35歳）  |                          |
| リゴベルト・ウラン               | コロンビア       | 1987年1月26日（38歳）  |                          |
| ジュリアス・ファンデンベルフ     | オランダ         | 1996年10月23日（28歳） |                          |
| ティジェイ・ヴァン・ガーデレン   | アメリカ合衆国   | 1988年8月12日（36歳）  |                          |
| セップ・ファンマルク             | ベルギー         | 1988年7月28日（36歳）  |                          |
| ルイス・ビラロボス               | メキシコ         | 1998年6月26日（26歳）  |                          |
| ジェームス・フェラン             | オーストラリア   | 1994年7月11日（30歳）  |                          |
| マイケル・ウッズ                 | カナダ           | 1986年10月12日（38歳） |                          |

| 2021年陣容                     | 2021年陣容       | 2021年陣容             | 2021年陣容                               |
| 選手名                         | 国籍             | 生年月日               | 前年所属チーム                           |
| ------------------------------ | ---------------- | ---------------------- | ---------------------------------------- |
| ダニエル・アロヤベ             | コロンビア       | 2000年6月19日（24歳）  |                                          |
| ウィリアム・バータ             | アメリカ合衆国   | 1996年1月4日（29歳）   |                                          |
| 別府史之                       | 日本             | 1983年4月10日（41歳）  | NIPPOデルコ・ワンプロヴァンス            |
| アルベルト・ベッティオル       | イタリア         | 1993年10月29日（31歳） |                                          |
| ステファン・ビッセガー         | スイス           | 1998年9月13日（26歳）  |                                          |
| ホナタン・カイセド             | エクアドル       | 1993年4月28日（31歳）  |                                          |
| ディエゴアンドレス・カマルゴ   | コロンビア       | 1998年5月3日（26歳）   | Colombia Tierra de Atletas–GW Bicicletas |
| サイモン・カー                 | イギリス         | 1993年4月28日（31歳）  | NIPPOデルコ・ワンプロヴァンス            |
| ヒュー・カーシー               | イギリス         | 1994年7月9日（30歳）   |                                          |
| マグナス・コルト・ニールセン   | デンマーク       | 1993年1月16日（32歳）  |                                          |
| ローソン・クラドック           | アメリカ合衆国   | 1992年2月20日（33歳）  |                                          |
| ミッチェル・ドッカー           | オーストラリア   | 1986年10月2日（38歳）  |                                          |
| ジュリアン・エルファレス       | ポルトガル       | 1994年7月6日（30歳）   | NIPPOデルコ・ワンプロヴァンス            |
| ルーベン・ゲレイロ             | ポルトガル       | 1994年7月6日（30歳）   |                                          |
| セルジオ・イギータ             | コロンビア       | 1997年8月1日（27歳）   |                                          |
| モレノ・ホフラント             | オランダ         | 1991年8月31日（33歳）  |                                          |
| アレックス・ハウズ             | アメリカ合衆国   | 1988年1月1日（37歳）   |                                          |
| イェンス・クークレール         | ベルギー         | 1988年11月23日（36歳） |                                          |
| セバスティアン・ラングフェルド | オランダ         | 1985年1月17日（40歳）  |                                          |
| ラクラン・モートン             | オーストラリア   | 1992年1月2日（33歳）   |                                          |
| 中根英登                       | 日本             | 1990年5月2日（34歳）   | NIPPOデルコ・ワンプロヴァンス            |
| ローガン・オーウェン           | アメリカ合衆国   | 1995年3月25日（29歳）  |                                          |
| ニールソン・ポーレス           | アメリカ合衆国   | 1996年9月3日（28歳）   |                                          |
| ヨナス・ルッチ                 | ドイツ           | 1998年1月24日（27歳）  |                                          |
| トム・スクーリー               | ニュージーランド | 1990年1月14日（35歳）  |                                          |
| リゴベルト・ウラン             | コロンビア       | 1987年1月26日（38歳）  |                                          |
| ミカエル・ヴァルグレン         | デンマーク       | 1992年2月7日（33歳）   | NTTプロ・サイクリング                    |
| ユリウス・ファンデンベルヒ     | オランダ         | 1996年10月23日（28歳） |                                          |
| ティジェイ・ヴァン・ガーデレン | アメリカ合衆国   | 1988年8月12日（36歳）  |                                          |
| ジェイムズ・ウィーラン         | オーストラリア   | 1994年7月11日（30歳）  |                                          |

## エピソード
パンダの着ぐるみとWWFのスポンサード
2013年のリエージュ〜バストーニュ〜リエージュにおいて、ダニエル・マーティンが競技中にパンダの着ぐるみを着た何者かに追いかけられるという珍事が発生した。このパンダは同年のツアー・オブ・北京にも登場し、2位に入賞したマーティンとともに表彰台に上るなど、チームのマスコット的な存在となる。この一連の出来事はインターネットにおけるパンダの検索数の増加につながり、これに目を付けた世界自然保護基金（WWF）とチームとの間にスポンサー契約が結ばれることとなった。
ジロ・デ・イタリア用特別ウェア
EFエデュケーションファーストがメインスポンサーになって以降、チームウェアには同社のコーポレートカラーであるピンク色が採用されている。しかしジロ・デ・イタリアに出場する際は総合首位ジャージのマリア・ローザとの混同を避けるため、通常とは異なるデザインのウェアを着用している。